# Tron: Evolution
Tron: Evolution és un videojoc en tercera persona d'acció i aventura per a la pel·lícula Tron: Legacy per Propaganda Games, publicat per Disney Interactive; va ser llançat per a Microsoft Windows, PlayStation 3, PlayStation Portable, Wii, Nintendo DS i Xbox 360 el 26 de novembre de 2010 a Europa i el 7 de desembre de 2010 a Amèrica del Nord. El contingut descarregable està disponible a través de descàrrega digital. La música del joc va ser composta per Sascha Dikiciyan (també conegut com a Sonic Mayhem), Cris Velasco (God of War) i Manthei Kevin; dues pistes provenen de la pista de so de la pel·lícula original: "Derezzed" i "The Grid", composta per Daft Punk.

## Jugabilitat
Tron: Evolution és un joc d'acció en tercera persona amb elements de RPG i carreres incorporades. El joc conté un sol jugador i maneres multijugador. La manera de joc bàsic se centra en acrobàcies i combats. Els moviments del jugador estan fortament influenciades per parkour, mentre que el combat es va inspirar en la capoeira. El joc també compta amb carreres de motos de llum. Cada moto deixa un rastre de llum que pot destruir o "Derez" qualsevol enemic. Tron: Evolution compta amb un caràcter persistent en la progressió dels personatges, que permet als jugadors guanyar nous nivells i desbloquejar noves millores, tant en el mode multijugador com el d'un sol jugador.

### Multijugador
Hi ha quatre modes de joc diferents i quatre mapes disponibles inicialment. Existeixen dues maneres d'enfocament en el combat amb discos de llum i dues maneres de combat amb vehicles que disposen de motos de llum, així com un vehicle cisterna de llum especial. Fins a 10 persones poden jugar en partides en línia. La desintegració i la desintegració de l'equip són les maneres clàssiques. Power Monger és una manera de control de node i Bit Runner és una variació de capturar la bandera. També hi ha un sistema d'anivellació, que actualitza la versió del personatge i que guanya més memòria per a actualitzacions. El personatge pot guanyar fins a 50 versions. En obtenir la versió 50 no es pot millorar més el personatge.

## Trama
Tron: Evolution serveix com preqüela de la pel·lícula Tron: Legacy i seqüela de la novel·la gràfica Tron: Betrayal. Està dissenyat per ser una part integral de la història de Tron, des de certs personatges i la configuració d'ambdues pel·lícules. Tron: Evolution explica els esdeveniments que van conduir a l'empresonament de Kevin Flynn dins de la xarxa, així com explicar com la Xarxa ha evolucionat a través dels anys. El jugador controla a un programa anomenat Anon (abreviatura d'anònims), un programa de seguretat escrit per Flynn per investigar una conspiració al món de Tron.
El joc comença amb un video de Kevin Flynn, que està discutint sobre l'existència dels ISOs (algorismes isomorfs), un grup de programes amb una mesura del lliure albir que han sorgit espontàniament a la Xarxa, i són del grat dels programes bàsics. Halin, un dels líders dels ISOs, recentment mort, i Flynn sospita que l'assassinat va ser organitzat per Clu, una segona versió del programa original de la primera pel·lícula. Flynn crea un nou programa per tractar de controlar el sistema.
Radia, capdavanter dels ISOs, es troba en una cerimònia formal per fer una administració del sistema al costat de Clu. Tron demana a Anon que protegeixi la cerimònia, però troba una dona sospitosa, Quorra, que tracta de passar entre els guàrdies i Anon la segueix. La cerimònia és interrompuda violentament pel programa de virus, Abraxas, però intervé Anon i tots dos combaten, danyant el disc d'identitat d'Abraxas es veu obligat a fugir. Clu considera als ISOs com a falles. Tron suggereix a Flynn sortir de la xarxa per a la seva pròpia seguretat.
Durant la seva batalla contra Abraxas, Anon veu a Flynn i a Tron ser emboscats i assassinats per Clu i els seus guàrdies. El programa descobreix a Quorra, que també va veure els assassinats. Visiten a Zeus en un club nocturn que serveix de refugi pels ISOs. Zeus els dona el "Solar Sailer" que són codis d'accés i suggereix que li adverteixen a Radia, ja que la seva paraula serà creguda pels ISOs. En sortir de la discoteca, l'ascensor que connecta el sòl es fa miques, deixant als de la discoteca encallats. A mesura que viatgen a l'estació solar sailer, veuen diversos grups d'ISOs sent atemorits, s'adonen que Clu ha declarat la guerra als ISOs.
Quorra i Anon estan secretament presents per observar una reunió entre Clu i Radia. Clu li diu a Radia que Anon va matar a Flynn. Radia sol·licita que es reuneixin els ISOs per "protecció". Després de deixar a CLU, Quorra i Anon li diuen la veritat a Radia. Radia respon que Flynn no va morir, que va ser rescatat per un ISO anomenat Gibson. Anon troba a Gibson, però descobreixen que Flynn ha desaparegut i Abraxas ha arribat. Anon i Gibson fugen, però Abraxas es posa al dia amb ells i infecta a Gibson. Anon es veu obligat a lluitar contra l'ara que Gibson va ser infectat i ho derrota amb èxit. Després de moltes batalles, Anon troba a Quorra de nou i ella explica que Clu recentment ha atacat i destruït tots els ISOs a la Xarxa.
Quorra i Anon, una vegada més secretament observen una reunió entre Clu i Radia. Abraxas arriba, i Radia s'adona que era Halin alhora, i que havia estat infectat per Clu per complir amb l'objectiu de destruir als ISOs. Abraxas mata a Radia, l'última ISO. Ja no volia esperar, Quorra va ser després de Clu, deixant a Anon per lluitar contra Abraxas i aconsegueix derrotar-ho i destruir el seu disc. Anon més tard es reuneix amb Flynn, que havia modificat el seu disc amb els fragments que va trobar d'Abraxas i descobreix que Quorra aquesta presonera en els vaixells de guerra de Clu. Anon troba una manera d'entrar, Clu llança a Quorra fins a la coberta. Anon i Abraxas té un arranjament de comptes final. Abraxas utilitza nuclis d'energia per multiplicar el seu poder. Quan Abraxas ingressa en el nucli central, Clu crida que se sobrecarrega el nucli, i el buc. Anon destrueix el nucli amb Abraxas en ell, finalment ho destrueix. Clu fuig mentre Anon va per Quorra i la recull. A mesura que el vaixell s'està disparant, se submergeix Anon pel lateral de la nau i s'agarra a un reconeixedor. Quan es copeja el sòl, Anon i Quorra es tiren al sòl, però el reconeixedor segueix caient cap a ells. Anon es llança a un costat després de l'última ordre de Flynn de protegir a Quorra. El reconeixedor després aixafa a Anon, i ell és destruït.
Quorra es desperta i veu la desintegració d'Anon sota el reconeixedor. Just quan pensa que tot està perdut ella obre els ulls i veu al creador, Flynn, dempeus sobre ella. Clu sobreviu per descartar un programa ISO-lliure, i Flynn i Quorra escapen.

## Rebuda

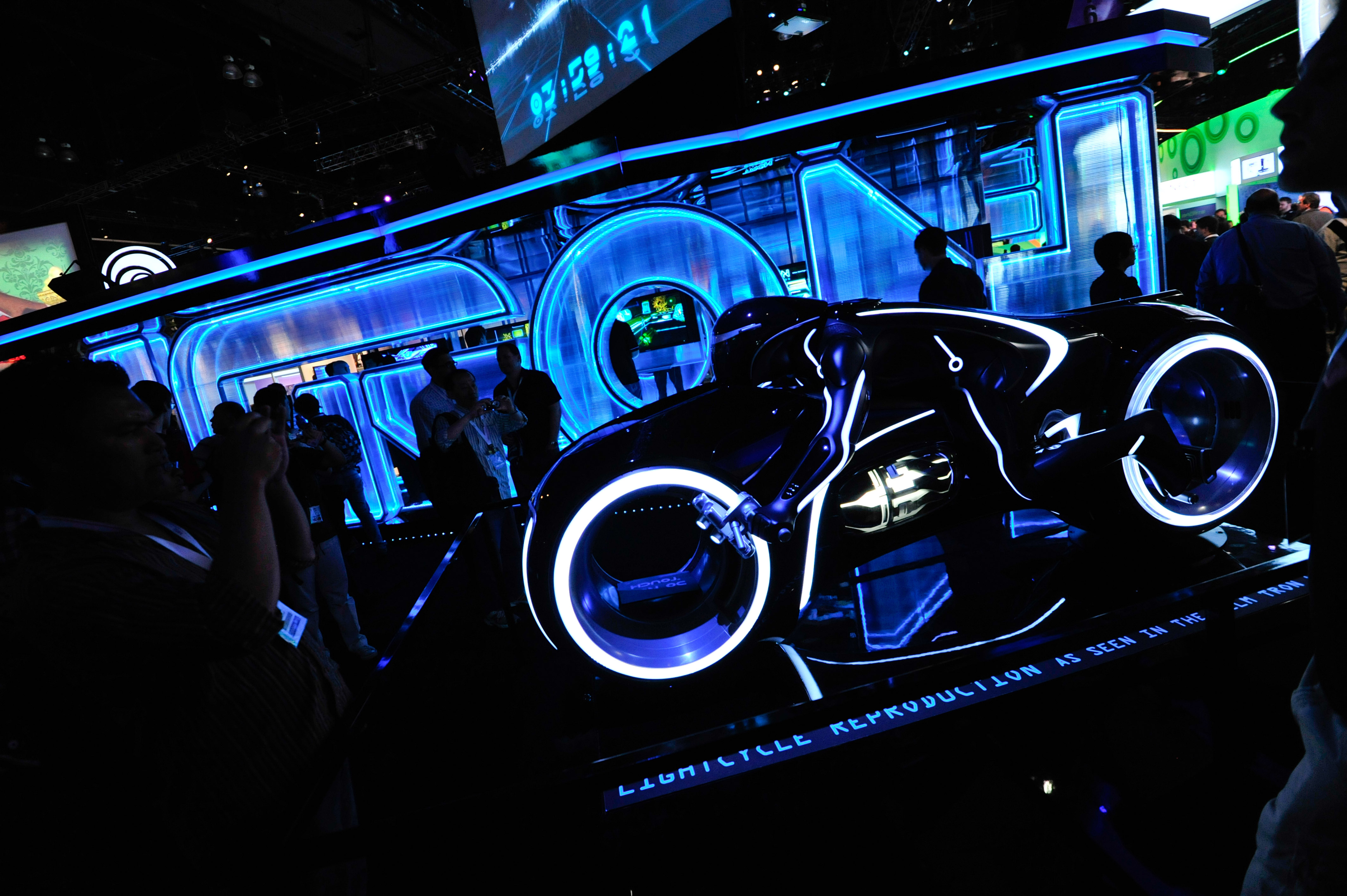
Promoció a l'E3 2010

Tron: Evolution va rebre crítiques "mixtes o mitjanes" a totes les plataformes segons el lloc web Metacritic.
The Guardian va donar a la versió PS3 quatre estrelles sobre cinc, complimentant "Gestiona un equilibri força impressionant: jugadors no assidus però obsessionats amb Tron els encantarà el seu ambient i autenticitat, i fins i tot podran descobrir que els agraden els jocs més del que es pensaven." Una altra crítica positiva va venir de The Escapist, que va donar a la versió Xbox 360 una puntuació similar de quatre estrelles sobre cinc i que van declarar "és possible que no re-escrigui els jocs d'acció, però per als productes llicenciats, pot ser." Malgrat això, USA Today va donar al joc dues estrelles i mitja de cada quatre, dient: "Al mateix temps que és ambiciós, la brillantor del fosc TRON: Evolution probablement decebrà als que esperen el joc (inclosos els que estan emocionats pels tràilers de YouTube). De vegades és divertit i, a vegades, ofereix modes multijugador per fer joc en línia, però, per descomptat, és un d'aquests jocs que probablement voldreu llogar el cap de setmana en comptes de comprar al preu complet." 411Mania va donar a la versió Xbox 360 una puntuació de sis de cada deu, dient: "Els aficionats que esperen un bon enllaç de pel·lícules aquí seran decebuts. El joc comença prometedor, però es repeteix abans que s'acabi el primer capítol. Els fans de Tron els agradarà el joc només per veure com es combinen la primera i la segona pel·lícula, però molts altres jocs tenen una millor plataforma i jugabilitat." The A.V. Club va donar a la versió PS3 un C−, declarant "té uns moments transitables, però en última instància és massa avorrit per ser res més que una oportunitat perduda."
GameSpot va dir de les versions PS3 i Xbox 360: "TRON: Evolution barreja plataformes de lliure execució amb combat senzill però atractiu i és un viatge divertit si una mica repetitiu cap al món digital de la Xarxa." Eurogamer va anomenar la versió Xbox 360 "un joc que s'entreté sense inspirar, fent prou per entrar còmodament en els regnes dels "bons" sense exercir mai l'esforç addicional necessari per augmentar les expectatives." GamePro va dit de la mateixa versió de la consola: "Probablement no calgui aplicar els nouvinguts de Tron, però és possible que els que compten la pel·lícula original entre les seves favorites puguin entrar a la Xarxa d'Evolution." IGN, per contra, va fer una revisió una mica mixta, dient que "És un ciberpunk repetitiu de Prince of Persia. Les plataformes i el combat són cridaners, però tots dos se senten incòmodes de controlar i de ser realment competitius."
Dustin Quillen de 1UP.com va fer una revisió negativa de les versions de PS3 i Xbox 360 i va dir que "Em fa pena dir-ho, Tron: Evolution demostra que es necessita molt més que la nostàlgia i els brillants gràfics per fer un videojoc agradable." Game Informer va ser un altre en fer una cita negativa sobre les mateixes versions de la consola i va argumentar que "Tron: Evolution probablement tindrà un bon grapat de defensors, però no puc raonar que algú el faci jugar. És una experiència maca que en definitiva no és molt divertida. Seria millor que els superfans de Tron simplement veiessin la pel·lícula de nou".